# Max Vax
Max Vax (* 1975 in Gorki, Russland als Maksim Vaks; † 22. Juli 2008 in Nischni Nowgorod) war ein russischer Jazzmusiker (Piano).

## Leben und Wirken
Vax erhielt im Alter von sechs Jahren ersten Klavierunterricht. Nach Abschluss der Musikfachschule studierte er am Balakirev College of Music in der Stadt Gorki und begann sich für Jazzmusik zu interessieren. 1993 setzte er sein Jazzstudium am Rotterdamer Konservatorium fort, das er 1999 abschloss. Ab 1995 folgten Studien am Berklee College of Music in Boston bei Hal Crook, Ray Santisi, Lazlo Gardony und Dave Samuels.  Er studierte außerdem bei Don Friedman.
In Russland trat Vax mit Klassik- und Jazzkonzerten auf und war zu Gast bei TV-Shows. In den Niederlanden konzertierte er mit Klassik und Jazz, zum Beispiel im Nederlands Congres Center, Goudse Schouwburg, De Doelen und bei der Rijnmond Jazz Gala. Zudem spielte er live bei Radiosendungen wie bei Radio Rijnmond und Classic FM.
Neben Solo-Auftritten arbeitete Vax in den Bands von Tony Lakatos, Claudio Roditi, Niels-Henning Ørsted Pedersen, Dick de Graaf und Hein van de Geyn. Außerdem leitete er sein eigenes Trio und später auch ein Quartett (Max Vax Trio und Max Vax Quartet). 1999 unternahm er mit dem Trio eine Tournee durch die USA und trat beim Iowa Jazz Festival, Jazz Showcase und Green Dolphin Street (Chicago) und im Dakota (St. Paul/Minneapolis) auf.
Mit dem Max Vax Trio nahm er, produziert von Hein van de Geyn, 1998 die CD »A Personal Touch« auf und veröffentlichte sie bei A-Records. Die zweite CD des Trios »Unspoken Words« wurde 2001 aufgenommen, produziert von Mike Gehrke mit Unterstützung des Jazz Club Hannover. Wiederholt ging er mit seinen eigenen Gruppen auch in Deutschland auf Tournee.
Vax starb am 22. Juli 2008 bei einem Autounfall in seiner russischen Heimatstadt gemeinsam mit seiner Mutter.

## Preise
- 2003: 1. Preis bei der 5. Monaco International Jazz Soloists Competition[1]
- 2004: 1. Preis für das Max Vax Quartett beim 3. International Jazz Contest in Granada[1]